# Alfred Mombert
Alfred Mombert (Karlsruhe, 1872 — Winterthur, 1942) va ser un poeta alemany.
Va ser influït pel modernisme i l'expressionisme i se'l considerà pròxim a Friedrich Nietzsche en les seves visions còsmiques. Va escriure Der himmlische Zecher (‘El bevedor celestial', 1909) i la trilogia dramàtica Äon (1907-11), entre d'altres.